# Onthophagus matae
Onthophagus matae é uma espécie de inseto do género Onthophagus, família Scarabaeidae, ordem Coleoptera.

## História
Foi descrita cientificamente por Cambefort em 1984.